# 10e Leger (Wehrmacht)
Het 10e Leger (Duits: 10. Armee) was een onderdeel van het Duitse leger in de Tweede Wereldoorlog. Het werd opgericht op 6 augustus 1939. Na de Poolse Veldtocht werd het 10e Leger ontbonden, maar in augustus 1943 werd het opnieuw opgericht in Italië.

## Tweede Wereldoorlog

### Poolse veldtocht

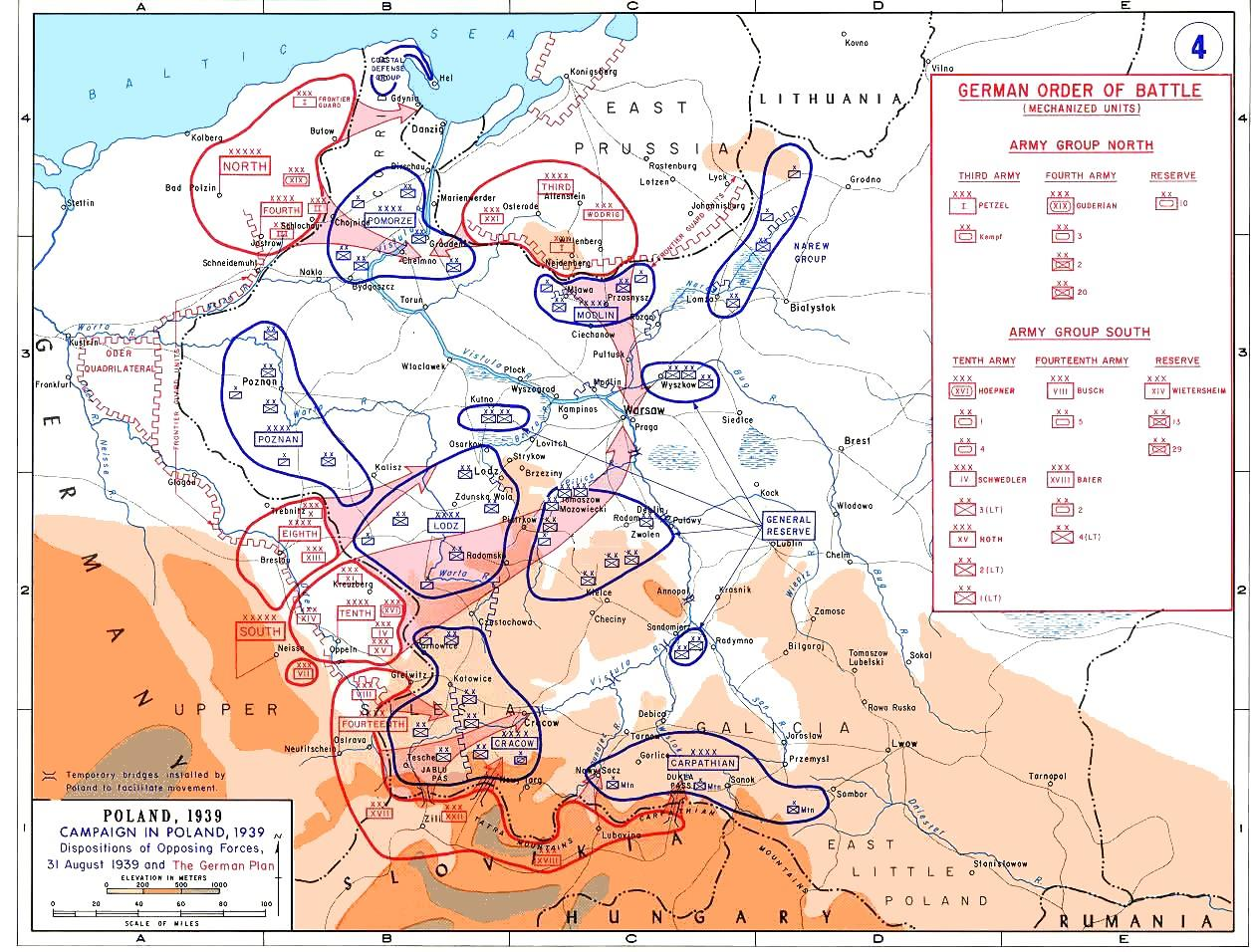
Positie van de Duitse legers bij het begin van de Poolse Veldtocht

Tijdens de inval in Polen was het 10e Leger onder bevel van generaal Walter von Reichenau het centrale deel van Heeresgruppe Süd. Aldus vormde het 10e Leger de belangrijkste aanvalsmacht. Het begon zijn aanval vanuit Silezië. Reeds op 2 september 1939 brak het door de Poolse grensstelling en rukte het op naar de Warta, die op 4 september 1939 werd overgestoken. De rechterflank van het leger veroverde op 9 september Kielce, maar reeds de vorige dag had de voorhoede de buitenwijken van Warschau bereikt. Op 13 september maakte het 10e Leger contact met het 4e Leger en hierdoor was het Poolse leger ten westen van de Weichsel omsingeld. Het 10e leger richtte zijn aandacht nu op de verovering van de Poolse hoofdstad. Op 20 september omsingelde het Duitse leger Warschau en de Duitse artillerie en Luftwaffe bestookten de stad gedurende acht dagen. Op 28 september 1939 gaf Warschau zich over.
Het 10e Leger concentreerde zich nu op de strijd ten oosten van de Weichsel, waar ze tussen 2 en 5 oktober de laatste restanten van het Poolse leger vernietigden in de Slag bij Kock. Na de Poolse capitulatie werd het 10e Leger ontbonden.

### Italiaanse Veldtocht

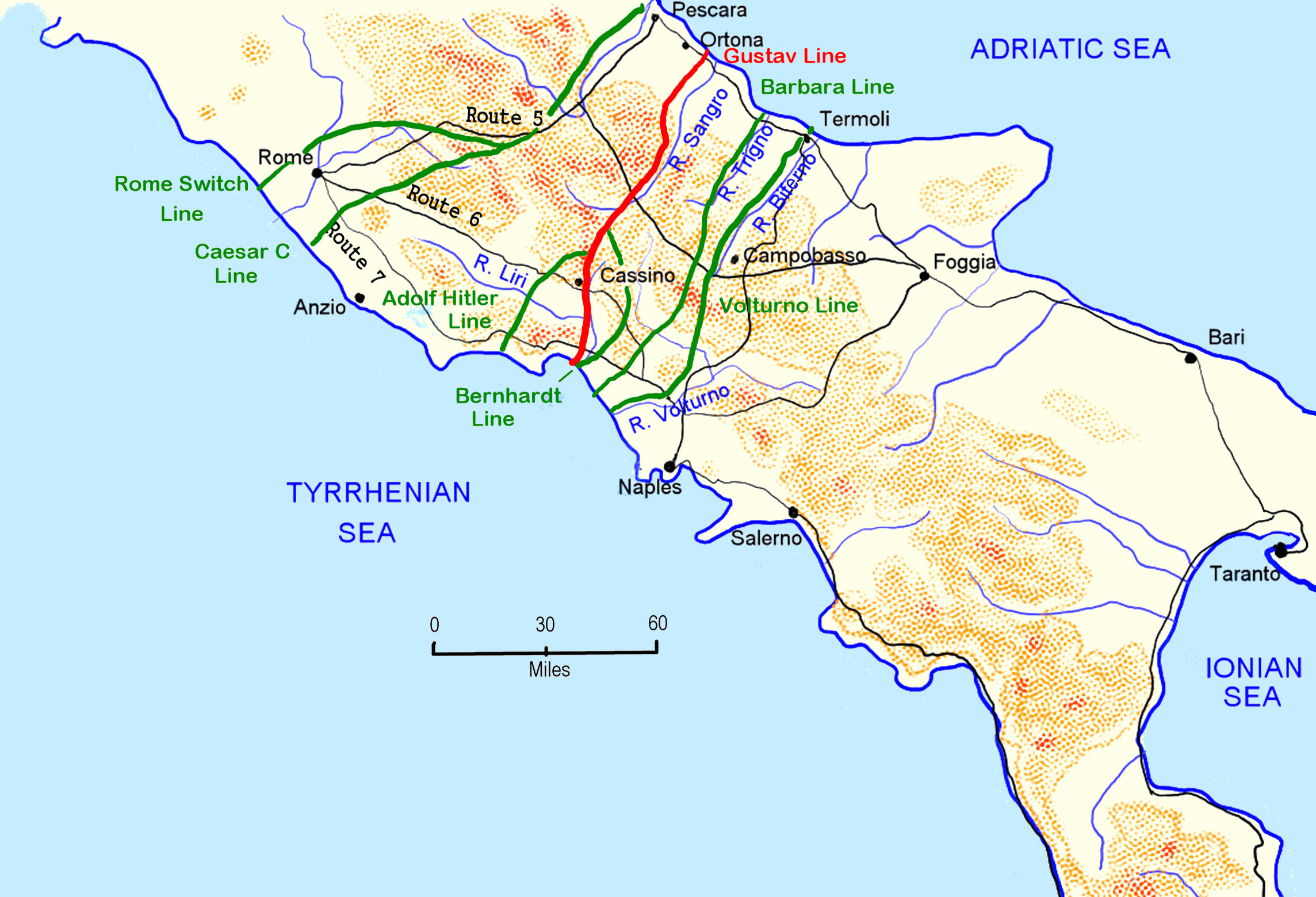
Duitse verdedigingslinies

Op 15 augustus 1943 ontstond door de samenvoeging van alle Duitse eenheden in Italië het nieuwe 10e Leger. Dit leger probeerde de geallieerde landing bij Salerno te verhinderen. Het geallieerde overwicht ter zee en in de lucht was echter te groot en de Duitsers werden teruggedreven na 7 dagen van harde gevechten. De Duitse bevelhebber in Italië, veldmaarschalk Albert Kesselring, overtuigde Hitler dat de geallieerden zo ver mogelijk van de Duitse grenzen moesten worden tegengehouden. Het Italiaanse front was echter van ondergeschikt belang en het 10e Leger kreeg slechts beperkte middelen ter beschikking om de geallieerde opmars tegen te houden.
Generaal Heinrich von Vietinghoff en veldmaarschalk Kesselring bouwden een aantal sterke verdedigingslinies op het Italiaanse schiereiland, die de geallieerden slechts met veel moeite konden doorbreken. Begin oktober 1943 gaven de Duitsers de Volturno-linie op en ze trokken zich terug naar de Winterlinie. De sterke fortificaties nabij Monte Cassino vormden het centrale gedeelte van de verdediging. Hier wist het 10e Leger stand te houden van november 1943 tot mei 1944. Het kostte het Amerikaanse Vijfde Leger vier kostbare pogingen om de linie bij Monte Cassino te doorbreken. Hoewel de landing bij Anzio in combinatie met de doorbraak dreigde het 10 leger te omsingelen, wisten de Duitsers te ontsnappen en ze trokken zich terug naar de Gotenlinie. Deze linie liep van de Adriatische Kust door de noordelijke Apennijnen ten noorden van Firenze en Rimini naar de Tyrreense Kust.
Eind augustus 1944 bereikte de geallieerde voorhoede de Duitse verdediging, maar pas in april 1945 konden de geallieerde legers hun overwicht uitbuiten en de linie doorbreken. Op 9 april 1945 trok het 10e Leger zich terug naar het noorden. De veerkracht van de Duitse soldaten was gebroken en op 2 mei 1945 gaf het 10e Leger zich over.

## Commandanten[1]
| Rang                        | Naam                     | Begin             | Eind              |
| --------------------------- | ------------------------ | ----------------- | ----------------- |
| Generaal der Artillerie     | Walter von Reichenau     | 6 augustus 1939   | 10 oktober 1939   |
| Generaal der Pantsertroepen | Heinrich von Vietinghoff | 22 augustus 1943  | 20 september 1943 |
| Generaal der Pantsertroepen | Hans-Valentin Hube       | 20 september 1943 | 28 september 1943 |
| Generaal der Pantsertroepen | Heinrich von Vietinghoff | 28 september 1943 | 4 november 1943   |
| Generaal-veldmaarschalk     | Albert Kesselring        | 4 november 1943   | 6 november 1943   |
| Generaal der Pantsertroepen | Joachim Lemelsen         | 6 november 1943   | 29 december 1943  |
| Kolonel-generaal            | Heinrich von Vietinghoff | 29 december 1943  | 24 oktober 1944   |
| Generaal der Pantsertroepen | Joachim Lemelsen         | 24 oktober 1944   | 16 februari 1945  |
| Generaal der Pantsertroepen | Traugott Herr            | 16 februari 1945  | 2 mei 1945        |

Op 1 oktober 1939 werd Walter von Reichenau tot Kolonel-generaal bevorderd. Bij de heroprichting van het 10de leger voerde generaal Heinrich von Vietinghoff tot 25 augustus 1943 slechts tijdelijk het bevel. Daarna kreeg hij het definitieve bevel. Op 17 september 1943 werd hij tot kolonel-generaal bevorderd. Tijdens zijn afwezigheid fungeerde generaal Hube als plaatsvervanger. Toen hij in november 1943 met ziekteverlof ging, was eerst veldmaarschalk Kesselring, de Duitse opperbevelhebber in Italië, zijn plaatsvervanger en daarna generaal Lemelsen.
Na het vertrek van kolonel-generaal von Vietinghoff, die veldmaarschalk Kesselring verving, was generaal Lemelsen opnieuw de plaatsvervangend commandant. Op 16 februari 1945 kreeg generaal Traugott Herr tijdelijk het bevel.